# 爱尔兰货币改革协会
爱尔兰货币改革协会（又称货币改革党）是20世纪40年代的爱尔兰小政党。该党其实只是莱伊什-奥法利选区长期的众议员奥利弗·J·弗拉纳根的选举工具，因此，很难把该党与弗拉纳根分开来讨论。货币改革协会可被视为40年代爱尔兰极右派小政党浪潮中最成功的政党，就像复兴建筑师一样。弗拉纳根在社会信用运动的某些方面中拥有一席之地，而这就凸显出了他的反犹太主义形象。